# Постол (присілок)
Посто́л (Верхній Постол, рос. Постол, Верхний Постол) — присілок в Зав'яловському районі Удмуртії, Росія.
Знаходиться на обох берегах річки Постолка, правої притоки Іжа. Біля присілка проходить автодорога Іжевськ-Нилга-Ува, відділяючи його від сусіднього присілка Середній Постол.

## Населення
Населення — 613 осіб (2012; 572 в 2010).
Національний склад станом на 2002 рік:
- удмурти — 91 %

## Історія
До революції присілок входило до складу Сарапульського повіту В'ятської губернії. За даними 10-ї ревізії 1859 року присілок мало 63 двори, де проживало 356 осіб, працювало 3 млини. В 1920 році присілок увійшло до складу новоствореної Вотської АО. В 1925 році утворюється Середньопольська сільська рада з центром в селі Середній Постол. На той час присілок складалось з 2 частин — Верхній Постол Нагірний та Верхній Постол Зарічний. Згідно з постановою президії ВР Удмуртської АРСР від 1956 року присілка були об'єднані і утворили єдине присілок Постол.

## Економіка
Більшість жителів працюють у ВАТ «Труженик» сусіднього присілка Середній Постол.

## Урбаноніми[6]
- вулиці — Будьонного, Джерельна, Жовтнева, Зарічна, Західна, Ключова, Колгоспна, Кутня, Нова, Сонячна, Успенська
- провулки — Джерельний